# Irene Fischer (Schauspielerin, 1959)
Irene Fischer (* 24. Dezember 1959 in Frankfurt am Main) ist eine deutsche Schauspielerin und Drehbuchautorin. Sie wurde als Anna Ziegler in der Lindenstraße bekannt.

## Leben
Nach dem Abitur 1979 an der Internatsschule Birklehof absolvierte sie bis 1983 eine Ausbildung zur Schauspielerin in München und Prag. Anschließend stand Fischer am Münchner Residenztheater auf der Bühne, wo sie unter anderem mit dem Regisseur Ingmar Bergman zusammenarbeitete.
1984 übernahm sie die weibliche Hauptrolle in Christoph Schlingensiefs Experimentalfilm Tunguska – Die Kisten sind da. Sie wirkte auch in Solaris TV mit, einer 6-teiligen Serie (Erstausstrahlung: Dezember 1986), die von einem Piratensender handelt, der von einer Weltraumstation aus ein verrücktes Programm sendet. Sie spielte die Rolle der Sunny. Solaris TV wurde am Sonntagvormittag in der ARD ausgestrahlt. 
Von Februar 1987 (Folge 61) bis zur Einstellung der Serie im März 2020 (Folge 1758) spielte Irene Fischer die Rolle der Anna Ziegler in der Fernsehserie Lindenstraße. Von 1999 bis 2016 betätigte sie sich auch als Drehbuchautorin für die Serie. Gemeinsam mit Dorothee Schön hatte sie zuvor bereits die Drehbücher für den Kinofilm Bumerang-Bumerang (1989, Regie: Hans W. Geißendörfer) und den Fernsehfilm Dr. Mad (1997, Regie: Jürgen Bretzinger) geschrieben.
1999 veröffentlichte sie das Sachbuch Vorsicht, Dreharbeiten als Blick hinter die Kulissen der Lindenstraße. Fischer, deren Rolle in der Lindenstraße die Mutter eines Jungen mit Down-Syndrom war, engagiert sich seit vielen Jahren gemeinsam mit ihrem früheren Lindenstraßen-Kollegen Joachim Hermann Luger für Menschen, die von dieser besonderen genetischen Veranlagung betroffen sind. 2013 war sie Botschafterin der Antidiskriminierungsstelle des Bundes für Menschen mit Behinderung. 
Fischer ist mit Dominikus Probst, einem Regisseur der Lindenstraße, verheiratet. Das Paar hat drei Kinder und lebt in Kirchzarten bei Freiburg im Breisgau.

## Filmografie
- 1979: Besuch in der Provinz
- 1983: Phantasus muss anders werden – Phantasus go home (Kurzfilm)
- 1983: Die Ungenierten kommen – What happened to Magdalena Jung? (Kurzfilm)
- 1984: Tunguska – Die Kisten sind da
- 1986: Solaris TV – Der freundliche Sender im All (Miniserie)
- 1986: Se un giorno busserai alla mia porta (Miniserie, 4 Folgen)
- 1986: Annies Waschsalon (Fernsehserie)
- 1987–2020: Lindenstraße (Fernsehserie, 616 Folgen)
- 1991: Fremde, liebe Fremde (Fernsehfilm)
- 1994: Ärzte (Fernsehreihe, 1 Folge)
- 1995: Entführung aus der Lindenstraße (Fernsehfilm)
- 1998: Dr. Mad – Halbtot in weiß (Fernsehfilm)
- 1998: Aus heiterem Himmel (Fernsehserie, 1 Folge)
- 2006: Pik & Amadeus – Freunde wider Willen (Fernsehfilm)
- 2010: Eines Tages...